# Bernard-Henri Lévy
Bernard-Henri Lévy   (Béni Saf, 5 de novembre de 1948), conegut a França com a BHL, és un filòsof i escriptor francès, i un personatge molt mediàtic i controvertit a França.

## Biografia
Va néixer a l'Algèria francesa en el si d'una família jueva sefardita, es va traslladar a França el 1954. El 1968 va entrar a la prestigiosa Escola Normal Superior parisenca on va tenir com a professors en Jacques Derrida i en Louis Althusser. El 1971 va iniciar una etapa com a periodista de guerra, cobrint la guerra d'independència de Bangladesh.
De tornada a París, es va fer popular al 1976 com a jove fundador del corrent dels anomenats nous filòsofs (nouveaux philosophes) francesos, com André Glucksmann i Alain Finkielkraut, crítics amb els dogmes de l'esquerra radical sorgida de maig del 68. Es va convertir llavors en un filòsof discutit, acusat d'«intel·lectual mediàtic» i narcisista pels seus detractors, i valorat pel seu compromís moral en favor de la llibertat de pensament pels seus defensors.
Lévy presideix, des de 1993, el Consell de Supervisió de la cadena de televisió francoalemanya Arte.
Hom considera que la influència de Lévy, que va estar de visita a Bengasi, va ser fonamental per tal que el president Nicolas Sarkozy se solidaritzés amb els rebels de Líbia.

## Llibres publicats
- Piero della Francesca, TREA, 2011, paperback, 95 pages, ISBN 978-84-9704-570-4
- Les aventures de la vérité. Grasset 2013. ISBN 9782246807766
- Hôtel Europe. Grasset 2014. ISBN 9782246853695
- L'Esprit du judaïsme. Grasset 2016. ISBN 9782246859475
- Ce virus qui rend fou. Grasset 2020. ISBN 9782246828631
- Sur la route des hommes sans nom. Grasset 2021. ISBN 9782246828631